# (32980) 1996 VH25
1996 VH25 (asteroide 32980) é um asteroide da cintura principal. Possui uma excentricidade de 0.03574140 e uma inclinação de 11.03095º.
Este asteroide foi descoberto no dia 10 de novembro de 1996 por Spacewatch em Kitt Peak.